# 成田テレビ中継局
成田テレビ中継局（なりたテレビちゅうけいきょく）は、千葉県成田市に置かれていたアナログテレビ中継局である。

## 概要
- 成田国際空港がある成田市近辺は航空機の発着ルートとなっており、航空機によるテレビ受信障害を防ぐ為、1993年（平成5年）11月18日[1]に、当時の新東京国際空港公団（現在の成田国際空港株式会社）により「成田テレビ中継放送局」が成田市大袋に開局。このテレビ放送中継局は、東京タワーからのアナログ放送の電波を受信してUHF電波として再送信していた。受信できる範囲は、成田市を含む5万7230世帯となっていた。また、高さは200m と成田市で一番高い建物でもあった。その他、「佐原テレビ中継放送局」[1]（香取市、1995年1月20日開局）、「下総光テレビ中継局[1]」（横芝光町、1995年3月16日開局）、「江戸崎テレビ中継放送局」[1]（茨城県稲敷市、1995年2月28日開局）があり、全4施設で約8万世帯を対象としていた。
- 地上デジタルテレビ放送への完全移行後は、航空機によるフラッターの影響は受けにくいという事から2011年7月24日をもって成田テレビ中継局は廃止された。なお、佐原と下総光の中継局は地上デジタルテレビジョン放送を継続する[1]。
- 2015年7月5日より鉄塔の解体工事が開始され、同年7月28日までに解体された。

## 中継局概要
- 「チャンネル」の欄は開局時のチャンネル番号→2004年5月20日実施のアナアナ変換後現在のチャンネル番号

| 放送局名                | チャンネル | 空中線電力        | ERP               | 放送対象地域 | 放送区域内世帯数 | 偏波面   | 廃局日        |
| ----------------------- | ---------- | ----------------- | ----------------- | ------------ | ---------------- | -------- | ------------- |
| NHK東京教育テレビジョン | 28→49      | 映像30W /音声7.5W | 映像290W /音声72W | 全国放送     | 57,230世帯       | 水平偏波 | 2011年7月24日 |
| NHK東京総合テレビジョン | 30→51      | 映像30W /音声7.5W | 映像290W /音声72W | 関東広域圏   | 57,230世帯       | 水平偏波 | 2011年7月24日 |
| 日本テレビ放送網（NTV） | 25→53      | 映像30W /音声7.5W | 映像290W /音声72W | 関東広域圏   | 57,230世帯       | 水平偏波 | 2011年7月24日 |
| TBSテレビ（TBS）        | 23→55      | 映像30W /音声7.5W | 映像290W /音声72W | 関東広域圏   | 57,230世帯       | 水平偏波 | 2011年7月24日 |
| フジテレビジョン（CX）  | 21→57      | 映像30W /音声7.5W | 映像290W /音声72W | 関東広域圏   | 57,230世帯       | 水平偏波 | 2011年7月24日 |
| テレビ朝日（EX）        | 19→59      | 映像30W /音声7.5W | 映像290W /音声72W | 関東広域圏   | 57,230世帯       | 水平偏波 | 2011年7月24日 |
| テレビ東京（TX）        | 17→61      | 映像30W /音声7.5W | 映像290W /音声72W | 関東広域圏   | 57,230世帯       | 水平偏波 | 2011年7月24日 |

- 放送エリアは成田市、富里市、印西市、印旛郡酒々井町・栄町の各一部。
- 県域放送局である千葉テレビ放送は、当地に中継局を置いておらず、三山・千葉本局を受信していた。
- 当中継局の置局箇所は、成田市大袋字塔之下の成田市立公津小学校東方。